# Provincia di Kayanza
La provincia di Kayanza è una delle 18 province del Burundi con 585 412 abitanti (censimento 2008).
Prende il nome dal suo capoluogo Kayanza.

## Geografia antropica

### Suddivisioni amministrative
La provincia è suddivisa in 9 comuni:
- Butaganzwa
- Gahombo
- Gatara
- Kabarore
- Kayanza
- Matongo
- Muhanga
- Muruta
- Rango

## Codici
- Codice HASC: BI.KY
- Codice ISO 3166-2: KY
- Codice FIPS PUB 10-4: BY15